# Meyo-centre
Pour les articles homonymes, voir Meyo.
Meyo-centre est un village Fang Ntoumou situé dans l'extrême-sud au Cameroun (département de la Vallée-du-Ntem) et dont le clan est essentiellement Essambira; avec pour arrondissement Ambam, c’est l’un des 73 villages que compte la commune d’Ambam.
C'est un village carrefour situé sur l'axe Yaounde-Ambam avec une bretelle dont la route mène à Ma'an alen.
Il est constitué des quartiers, Etoudi ( Mvog Mba Mengue ) N'nam Okuin, Be Ndang, Efono, Mone N'nam Okuin, Onayong, Bikuan Eté, ma'an. 
Parmi les élites, on y trouve entre autres Ondo Jean Rachilin, Varain Engolo, Docteur Onna, Peguy Menye.
Il est limité par Mengomo au nord, EkoumDoum à l'ouest, MfenaDoum au sud.

## Climat
Le climat est de type équatorial comme partout dans l’extrême Sud du Cameroun.

## Flore
La forêt dense est le type de végétation la plus répandue dans cette zone.

## Services sociaux
On y trouve un lycée d'enseignement secondaire, une pro-pharmacie, un dispensaire et un bel hôpital moderne, une SAR, une école primaire, une école maternelle, l'office des postes et télécommunication, deux petits marchés et une vingtaine de boutiques.

## Politique
Le RDPC (Rassemblement démocratique du peuple camerounais) est le parti politique le plus représenté dans le village.
Meyo-Centre comprend deux chefferies :
1. Meyo-Centre I surnommé « Meyo-Centre carrefour » dont le chef est le Dr Onna Eyi Pierre, fils de l'ancien chef Eyi Menye ;
2. Meyo-Centre II est la partie dont la chefferie est localisée à Meyo Ndang (Meyo Si), dont le chef est Ntoiurou Ndang, alias Père).

## Religion
Les populations de ce village sont catholiques, et protestantes.

## Culture et population
Les légumes cuisinés sans sel sont les mets traditionnels les plus répandus dans ce village.
Ce village compte une nombreuse diaspora à travers le monde.

## Économie et transport
Les activités qui mobilisent les populations dans cette zone sont: le football pratiqué au stade ayoss assi de ma'an, l'agriculture du cacao café, l'exploitation du bois, le commerce dans un marché périodique (éwouang); qui se tient tous les mardis et samedis de l’année.
Les modes de transport ici sont effectués par des motocycles et des voitures.